# Itainópolis (kommun)
Itainópolis är en kommun i Brasilien.   Den ligger i delstaten Piauí, i den östra delen av landet, 1 200 km nordost om huvudstaden Brasília. Antalet invånare är 11 099.
Följande samhällen finns i Itainópolis:
- Itainópolis

Omgivningarna runt Itainópolis är huvudsakligen savann. Runt Itainópolis är det glesbefolkat, med 9 invånare per kvadratkilometer.